# アイカムス・ラボ
株式会社アイカムス・ラボは、岩手県盛岡市に本社を置く、マイクロ歯車機構を中心にしたマイクロメカニズムの研究開発と、この技術を応用した情報・計測・医療機器等の製品の開発と販売を行う企業。
TOLIC (東北ライフサイエンス機器クラスター) の中心メンバーである。

## 概説
当社のメカトロ技術、大学の知識、地域のものづくり企業とネットワークを活用することでマイクロメカトロニクスの技術の先端を進める。
人、動物、植物など地球上の仲間たちに役立つ、未来の価値ある製品と技術を発信。
地域で研究開発からものづくりまで完結したうえで、理想を実現している。